# Арам (сын Есрома)
Арам (ивр. רם, Рам, «Высокий») — предок царя Давида, сын Есрома; отец Аминадава.
Упоминается в родословии Давида .
Упоминание его в разных контекстах на достаточно большом протяжении библейской истории может свидетельствовать о некоторой его «генеалогической значимости».
Упоминается Арам и в Новом Завете, в Евангелии от Матфея,  — как один из предков Иисуса Христа. В том же контексте он упомянут и в другом Евангелии — от Луки. 

Причём, как в Евангелии от Луки, так и в Евангелии от Матфея он является общим предком как Марии так и мужа её — Иосифа-обручника: дело в том что в обоих этих Евангелиях представлены различные родословия Иисуса Христа, и одно из традиционных толкований гласит, что в Евангелии от Матфея и в Евангелии от Луки представлены родословия обоих земных родителей Иисуса Христа. Таким образом Арам в этих генеалогиях находится в числе предков, общих для Марии и для Иосифа — до периода, когда разошлись ветви генеалогического древа.
О нём мало что известно, кроме того, что он жил, когда израильтяне были в Египте.